# Ordovicien moyen
Stratigraphie
Ordovicien inférieur Ordovicien supérieur
L'Ordovicien moyen est l'une des trois époques de l'Ordovicien, s’étendant de 470,0 ± 1,4 à 458,4 ± 0,9 millions d’années. Il est suivi par l'Ordovicien supérieur et précédé par l'Ordovicien inférieur.

## Subdivisions
L'Ordovicien moyen est subdivisé en deux étages géologiques, le Darriwilien et le Dapingien.
| Darriwilien | (467,3 ± 1,1 à 458,4 ± 0,9 Ma) |
| Dapingien   | (470,0 ± 1,4 à 467,3 ± 1,1 Ma) |

## Sources et références
- Cet article est partiellement ou en totalité issu de l'article intitulé « Ordovicien » (voir la liste des auteurs).

1. ↑  (en) [PDF] « International chronostratigraphic chart (2012) », sur stratigraphy.org.
2. ↑  Gradstein et al. 2012